# Agence télégraphique républicaine
L'Agence télégraphique républicaine est une agence de presse créée en 1884 par Jules Chapon, directeur du groupe de presse La Gironde, puis instituée sous forme associative en 1885 par des quotidiens départementaux souhaitant pouvoir ouvrir une brèche dans le monopole de l'Agence Havas. Elle comptait dix rédacteurs, installés au 101 rue de Richelieu à Paris, juste à côté de la Bourse.

## Promoteurs
Sa création s'effectue à l'instigation de l'Association de la presse républicaine départementale, fondée en 1879 à Paris par le journaliste Edgar Monteil. La création de l'Agence Télégraphique Républicaine, est une réaction aux Lois sur le télégraphe de 1878 qu'ont fait voter Adolphe Cochery et son fils Georges Cochery, député, puis sénateur du Loiret. Le lobbying des journaux départementaux n'a pas porté en effet tous les fruits souhaités. 
Parmi les promoteurs, Jules Chapon, successeur de Gustave Gounouilhou à la tête du groupe de presse La Gironde/La Petite Gironde, à Bordeaux.
En 1885, Jules Chapon prit à Paris la direction de l'Agence télégraphique républicaine créée l'année précédente par La Gironde, toute seule, qui de ce fait la présente parfois comme sa propre agence. Ses dix rédacteurs desservent, en janvier 1886, des journaux dans dix centres provinciaux importants.

## Histoire
Dès 1873, un journaliste républicain, vice-président du Syndicat de la presse départementale lutte en vain pour que les sténographes du parlement envoient directement  aux journaux de province les comptes rendus destinés au Journal Officiel. Autrement, ceux-ci dépendent des comptes rendus envoyés chaque nuit par les agences de presse, lesquels sont selon lui chers, de 20 francs à 100 francs par mois, « mal faits » et inexacts.

## Environnement économique
L'agence profite du contexte favorable créé trois plus tôt par la loi de 1881 sur la liberté de la presse. Mais malgré les lois que fait voter en mars et avril 1878 Adolphe Cochery
, les tarifs télégraphiques restent chers, car l'État demande à la presse de partager avec lui les coûts. Les journaux "riches", qui peuvent payer, entendent monétiser cette dépense. Onze ans après, en 1884, quinze fils spéciaux sont posés, sur 8 800 km, les journaux paient 100 francs le kilomètre, 700 francs si le câble télégraphique est souterrain. Résultat, sur 86 départements, 33 n’ont pas de fil télégraphique et 33 n’en ont qu’un, les 20 restants croulant sous le trafic.
À partir de 1906, l'Agence télégraphique républicaine a des journalistes accrédités à la Présidence de la république pour la couverture des déplacements officiels.